# Tóth József (sportrepülő)
Tóth József (Újpest, 1932 – Mississauga, Ontario, Kanada 2022. november 7.) magyar mérnök, vitorlázó- és motoros sportrepülő.

## Életpálya
1947-től repült vitorlázó repülőgéppel. Az Ipari Tanuló Repülő Klub (ITRK) versenyzője volt. A ferihegyi repülőtér egyik mérnökeként tevékenykedett. Az 1950-es években élvonalbeli vitorlázó repülő volt. 1962-ben motoros repülőgéppel 1300 felszállással 450 órát, vitorlázógéppel 1250 órát töltött a levegőben.
Vitorlázó- és motoros repülőgép oktatóként is dolgozott.

## Sporteredmények

### Világbajnokság
Az első magyar sportrepülő, aki világbajnokságot nyert. 1962-ben a Budapest – Budaörsön rendezett II. motoros műrepülő világbajnokságon egyéniben első lett és a győztes csapat tagjaként a Nyeszterov-szalag és a Nyeszterov Vándorkupa tulajdonosa. A válogatott keret tagjai: Fejes Péter, Fejér Miklós, Horváth József, Katona Sándor, Láncz Tibor, Pál Zoltán, Kurunczi Sándor, Tóth József, edző Mandl Ernő.

### Magyar bajnokság
- 1963 Budaörs, az I. Országos Motoros Műrepülő Bajnokság – aranyérmes
- 1966, a IV. Országos Motoros Műrepülő Bajnokság – aranyérmes
- 1950-1956 között teljesítette az Aranykoszorús vitorlázó követelményt (időtartam: 5,15 óra; magasság: 3717 méter; távolság: 310kilométer  – egy gyémántos.

## Külső hivatkozások
- Tóth József. iho.hu. [2013. február 6-i dátummal az eredetiből archiválva]. (Hozzáférés: 2014. január 26.)
- Tóth József sportrepülő, PIM